# Bert Cooke
Pour les articles homonymes, voir Cooke.

a Compétitions nationales et continentales officielles uniquement.

b Matchs officiels uniquement.
Dernière mise à jour le 3 mars 2023.
 Albert Edward Cooke, né le 5 octobre 1901 à Auckland et décédé dans la même ville le 29 septembre 1977, était un joueur de rugby à XV et de rugby à XIII, ayant joué pour l'équipe de Nouvelle-Zélande dans ces deux sports. À XV, il évoluait au poste de trois-quarts centre (1,75 m pour 62 kg).

## Carrière
Il joue son premier test match avec l'équipe de Nouvelle-Zélande le 1er novembre 1924, à l’occasion d’un match contre l'équipe d'Irlande. Il dispute son dernier test match contre les Lions britanniques le 9 août 1930. 
En 1923-1924 il a marqué 23 essais en 25 matchs avec les All-Blacks. En carrière il a marqué 121 essais en 131 matchs de haut niveau.

## Palmarès
- Nombre de test matchs avec les Blacks :  8
- Nombre total de matchs avec les Blacks : 36
- Test matchs par année : 2 en 1924, 2 en 1925, 4 en 1930